# Étienne-Hubert de Cambacérès
Étienne-Hubert de Cambacérès, francoski rimskokatoliški duhovnik, škof in kardinal, * 11. september 1756, Montpellier, † 24. oktober 1818.

## Življenjepis
Leta 1780 je prejel duhovniško posvečenje. 9. aprila 1802 je bil imenovan za nadškofa Rouena; 11. aprila je prejel škofovsko posvečenje in 5. julija 1802 je bil potrjen. 17. januarja 1803 je bil povzdignjen v kardinala in 1. februarja 1805 je bil ustoličen kot kardinal-duhovnik S. Stefano al Monte Celio.